# Finanzcheck.de
Die FFG Finanzcheck Finanzportale GmbH (Finanzcheck.de) mit Sitz in Hamburg und Offices in Braunschweig und Berlin ist ein 2010 gegründetes Finanzdienstleistungsunternehmen, das sich auf den Online-Vergleich von Ratenkrediten und privaten Finanzprodukten spezialisiert hat.

## Unternehmensgeschichte
Im Jahr 2010 gründete Moritz Thiele Finanzcheck.de und begann zunächst mit der Online-Vermittlung von privaten Krankenversicherungen. Seit Ende 2011 fokussiert sich das Unternehmen auf den Online-Vergleich von Ratenkrediten.
Im Juli 2018 wurde das Portal von der Scout24 AG übernommen. Im Dezember 2019 wurde Finanzcheck.de gemeinsam mit AutoScout24 für 2,9 Milliarden Euro von der amerikanischen Private-Equity-Gesellschaft Hellman & Friedman übernommen. Im Februar 2021 übernahm die Kreditplattform Smava Finanzcheck – mutmaßlich für 200 Millionen Euro.
Seit 1. März 2021 gehört Finanzcheck.de offiziell zu dem Unternehmen von smava.de.
Aktuell sind bei Finanzcheck.de über 320 Mitarbeiter beschäftigt.

## Geschäftsmodell
Das Geschäftsmodell von Finanzcheck.de basiert auf einem Online-Vergleichsportal, bei dem Kunden mittels einer Online-Abfrage kostenlos Kreditangebote vergleichen können. Neben dem Kreditvergleich bietet Finanzcheck.de auch die persönliche Beratung für Anfragen zu Raten-, Auto- und Umschuldungskrediten an.

## Auszeichnungen
- Deutschlands bestes Online-Portal 2017 in der Kategorie Finanzen & Versicherungen gemäß Umfrage des Deutschen Instituts für Service-Qualität.[7]